# Agustín Lagos
Álvaro Agustín Lagos (La Cañada, 9 ottobre 2001) è un calciatore argentino, difensore del Vélez Sarsfield.

## Caratteristiche tecniche
È un terzino destro

## Carriera
Cresciuto nel settore giovanile dell'Atl. Tucumán, debutta in prima squadra il 23 febbraio 2020 in occasione dell'incontro di Primera División pareggiato 2-2 contro il Lanús.

## Statistiche

### Presenze e reti nei club
Statistiche aggiornate al 29 aprile 2025.
| Stagione               | Squadra                | Campionato             | Campionato | Campionato | Coppe nazionali | Coppe nazionali | Coppe nazionali | Coppe continentali | Coppe continentali | Coppe continentali | Altre coppe | Altre coppe | Altre coppe | Totale | Totale |
| Stagione               | Squadra                | Comp                   | Pres       | Reti       | Comp            | Pres            | Reti            | Comp               | Pres               | Reti               | Comp        | Pres        | Reti        | Pres   | Reti   |
| ---------------------- | ---------------------- | ---------------------- | ---------- | ---------- | --------------- | --------------- | --------------- | ------------------ | ------------------ | ------------------ | ----------- | ----------- | ----------- | ------ | ------ |
| 2019-2020              | Atl. Tucumán           | PD                     | 1          | 0          | CA+CM           | 1+1             | 0               | CS                 | 1                  | 0                  | -           | -           | -           | 4      | 0      |
| 2021                   | Atl. Tucumán           | PD                     | 5          | 0          | CA+CdL          | 0+10            | 0               | -                  | -                  | -                  | -           | -           | -           | 15     | 0      |
| 2022                   | Atl. Tucumán           | PD                     | 1          | 0          | CA+CdL          | 0               | 0               | -                  | -                  | -                  | -           | -           | -           | 1      | 0      |
| 2023                   | Atl. Tucumán           | PD                     | 0          | 0          | CA+CdL          | 0+2             | 0               | -                  | -                  | -                  | -           | -           | -           | 2      | 0      |
| 2024                   | Atl. Tucumán           | PD                     | 5          | 0          | CA+CdL          | 2+10            | 0               | -                  | -                  | -                  | -           | -           | -           | 17     | 0      |
| Totale Atl. Tucumán    | Totale Atl. Tucumán    | Totale Atl. Tucumán    | 12         | 0          |                 | 26              | 0               |                    | 1                  | 0                  |             | -           | -           | 39     | 0      |
| 2024                   | Vélez Sarsfield        | PD                     | 7          | 1          | CA              | 1               | 0               | -                  | -                  | -                  | TC          | 0           | 0           | 8      | 1      |
| 2025                   | Vélez Sarsfield        | PD                     | 6          | 0          | CA              | 0               | 0               | CL                 | 3                  | 0                  | SA          | 0           | 0           | 9      | 0      |
| Totale Vélez Sarsfield | Totale Vélez Sarsfield | Totale Vélez Sarsfield | 13         | 1          |                 | 1               | 0               |                    | 3                  | 0                  |             | 0           | 0           | 17     | 1      |
| Totale carriera        | Totale carriera        | Totale carriera        | 18         | 1          |                 | 27              | 0               |                    | 4                  | 0                  |             | 0           | 0           | 56     | 1      |

## Palmarès
- Campionato argentino: 1

Vélez Sarsfield: 2024
- Supercopa Internacional: 1

Vélez Sarsfield: 2024